# Freebee
『Freebee』（フリービー）は、BARBEE BOYSが1985年11月1日にリリースした2枚目のオリジナル・アルバム。

## 背景
前作『1st OPTION』から約8か月ぶりとなる作品で、先行シングルである「でも!?しょうがない」のアルバムヴァージョンをはじめ、「チャンス到来」と「負けるもんか」が収録されたオリジナル・アルバムである。

## リリース
1985年11月1日にEPIC・ソニーから、LPレコードとCT、CDの3形態でリリースされた。
1991年8月23日と1995年7月21日にCDのみ再リリースされた。
2006年12月6日にSony Music DirectのGT musicレーベルから、リマスターが施されたCDに紙ジャケット仕様で、2009年5月27日にデビュー25周年企画として再リリースされた。
2025年1月22日に、メンバー立ち合いのもとリマスターが施された音源で、Sony Music DirectのGREAT TRACKSレーベルからLPレコード、ALDELIGHTレーベルからBlu-spec CD2の2形態で同時にリリースされた。

## 収録曲

### LPレコード, CT
| 全作詞・作曲: いまみちともたか、全編曲: BARBEE BOYS。 |                                       |                  |                  |      |
| #                                                     | タイトル                              | 作詞             | 作曲・編曲       | 時間 |
| 1.                                                    | 「midnight peepin」                   | いまみちともたか | いまみちともたか | 4:18 |
| 2.                                                    | 「負けるもんか」                      | いまみちともたか | いまみちともたか | 3:02 |
| 3.                                                    | 「チャンス到来」                      | いまみちともたか | いまみちともたか | 4:39 |
| 4.                                                    | 「マイティウーマン」                  | いまみちともたか | いまみちともたか | 4:27 |
| 5.                                                    | 「でも!?しょうがない」(Riverside Mix) | いまみちともたか | いまみちともたか | 4:19 |
| 合計時間:                                             | 合計時間:                             | 20:45            |                  |      |

| 全作詞・作曲: いまみちともたか（#3のみ近藤敦）、全編曲: BARBEE BOYS。 |                        |                                    |                                    |      |
| #                                                                     | タイトル               | 作詞                               | 作曲・編曲                         | 時間 |
| 1.                                                                    | 「悪徳なんか怖くない」 | いまみちともたか（#3のみ 近藤敦 ） | いまみちともたか（#3のみ 近藤敦 ） | 3:36 |
| 2.                                                                    | 「ドンマイ ドンマイ」  | いまみちともたか（#3のみ 近藤敦 ） | いまみちともたか（#3のみ 近藤敦 ） | 3:44 |
| 3.                                                                    | 「ラストキッス」       | いまみちともたか（#3のみ 近藤敦 ） | いまみちともたか（#3のみ 近藤敦 ） | 4:13 |
| 4.                                                                    | 「タイムリミット」     | いまみちともたか（#3のみ 近藤敦 ） | いまみちともたか（#3のみ 近藤敦 ） | 4:10 |
| 5.                                                                    | 「ダメージ」           | いまみちともたか（#3のみ 近藤敦 ） | いまみちともたか（#3のみ 近藤敦 ） | 4:04 |
| 合計時間:                                                             | 合計時間:              | 19:47                              |                                    |      |

### CD（1985年盤, 1995年盤, 2006年盤, 2009年盤）, Blu-spec CD2（2025年盤）
| 全作詞・作曲: いまみちともたか（#8のみ近藤敦）、全編曲: BARBEE BOYS。 |                                       |                                  |                                  |      |
| #                                                                     | タイトル                              | 作詞                             | 作曲・編曲                       | 時間 |
| 1.                                                                    | 「midnight peepin」                   | いまみちともたか（#8のみ近藤敦） | いまみちともたか（#8のみ近藤敦） | 4:18 |
| 2.                                                                    | 「負けるもんか」                      | いまみちともたか（#8のみ近藤敦） | いまみちともたか（#8のみ近藤敦） | 3:02 |
| 3.                                                                    | 「チャンス到来」                      | いまみちともたか（#8のみ近藤敦） | いまみちともたか（#8のみ近藤敦） | 4:39 |
| 4.                                                                    | 「マイティウーマン」                  | いまみちともたか（#8のみ近藤敦） | いまみちともたか（#8のみ近藤敦） | 4:27 |
| 5.                                                                    | 「でも!?しょうがない」(Riverside Mix) | いまみちともたか（#8のみ近藤敦） | いまみちともたか（#8のみ近藤敦） | 4:19 |
| 6.                                                                    | 「悪徳なんか怖くない」                | いまみちともたか（#8のみ近藤敦） | いまみちともたか（#8のみ近藤敦） | 3:36 |
| 7.                                                                    | 「ドンマイ ドンマイ」                 | いまみちともたか（#8のみ近藤敦） | いまみちともたか（#8のみ近藤敦） | 3:44 |
| 8.                                                                    | 「ラストキッス」                      | いまみちともたか（#8のみ近藤敦） | いまみちともたか（#8のみ近藤敦） | 4:13 |
| 9.                                                                    | 「タイムリミット」                    | いまみちともたか（#8のみ近藤敦） | いまみちともたか（#8のみ近藤敦） | 4:10 |
| 10.                                                                   | 「ダメージ」                          | いまみちともたか（#8のみ近藤敦） | いまみちともたか（#8のみ近藤敦） | 4:04 |
| 合計時間:                                                             | 合計時間:                             | 40:32                            |                                  |      |

## 参加ミュージシャン
BARBEE BOYS are...
- 近藤敦 : Vocals, Tenor & Soprano Saxophone & Piano(B-2)
- 杏子 : Vocal, Back up Vocal
- 小沼俊明 : Drums, Back up Vocal
- ENRIQUE : Electric Bass
- いまみちともたか : Electric & Acoustic Guitar, Back up Vocal

## メディアでの使用
| # | 曲名             | タイアップ                                   | 出典 |
| - | ---------------- | -------------------------------------------- | ---- |
| 2 | 「負けるもんか」 | テレビ朝日系『トライアングル・ブルー』主題歌 |      |